# Ministerio de Medio Ambiente (Suecia)
El Ministerio de Medio Ambiente (en sueco: Miljödepartementet) fue un ministerio del gobierno en Suecia responsable de las políticas ambientales, el medio natural y la diversidad biológica. Tenía su sede en Estocolmo, en el antiguo edificio de Nordiska Handelsbanken.
Desde 2022, el ministerio fue abolido por el gobierno de Ulf Kristersson, delegando sus funciones a otras instituciones del gobierno.

## Historia
El ministerio fue fundado en 1987 como Ministerio de Medio Ambiente y Energía (en sueco: Miljö- och energidepartementet). Con anterioridad, las competencias ambientales dependían del Ministerio de Agricultura (en sueco: Jordbruksdepartementet) y las cuestiones relativas a la energía eran incumbencia del Ministerio de Industria. En 1990, se acortó la denominación del organismo y se quedó con su forma apocopada de Ministerio de Medio Ambiente. Las cuestiones relativas a la energía fueron transferidas de nuevo al Ministerio de Industria, aunque la supervisión de la energía nuclear fue retenida. En 1991, el ministerio volvió a cambiar su denominación por la de Ministerio de Medio Ambiente y Recursos Naturales (en inglés, Ministry of the Environment and Natural Resources; en sueco: Miljö- och naturresursdepartementet).
A partir del 1 de noviembre de 2004 a 1 de enero de 2007, durante el gabinete de Göran Persson, el ministerio fue conocido como el Ministry of Sustainable Development (en sueco: Miljö- och samhällsbyggnadsdepartementet). El gabinete de Fredrik Reinfeldt — que asumió el cargo el 6 de octubre de 2006 — usa la forma corta del nombre de nuevo, la energía transferida temas para el Ministerio de Empresa, Energía y Comunicaciones, y los problemas de vivienda fueron transferidos al Ministerio de Finanzas. En 2014, el departamento volvió a su nombre original en el recién instalado en el gabinete de Stefan Löfven.

## Áreas de responsabilidad
Las áreas de responsabilidad son:
- Política sobre productos químicos
- Política climática
- Ecología
- Legislación ambiental y objetivos de calidad
- Conservación de la naturaleza y la diversidad biológica
- Desarrollo sostenible
- Agua y mares

## Organización
El ministerio está encabezado por la ministra de Clima y el medio Ambiente, actualmente Karolina Skog (mp), y Ibrahim Baylan (s) como Ministro de Energía, que son nombrados por el Primer Ministro. A continuación, a nivel ministerial, las operaciones son dirigidas por un Secretario de Estado (en sueco: statssekreterare). El ministerio también tiene un secretario de prensa y asesores políticos, que trabajan en estrecha colaboración con el ministro sobre cuestiones de política.
El Ministerio se divide en nueve divisiones y el liderazgo del ministerio.
- División para el Clima
- División de Medio Natural
- División de productos Químicos
- División de Evaluación Ambiental
- División de los Objetivos Ambientales
- División de Coordinación y Apoyo
- División de Servicios Legales
- División de Asuntos Internacionales
- División de Comunicación

## Agencias de gobierno
El Ministerio de Medio Ambiente y Energía cuenta con las siguientes agencias y organismos del gobierno:
- Formas (Forskningsrådet för miljö, areella näringar och samhällsbyggande)
- Chemicals Agency (Kemikalieinspektionen)
- Fondo para la Energía Nuclear (Nuclear Waste Fund, Kärnavfallsfonden)
- Agencia de Protección Medioambiental (Environmental Protection Agency, Naturvårdsverket)
- Instituto Nacional Geotécnico (Geotechnical Institute, Statens geotekniska institut)
- Agencia de Seguridad Nuclear (Radiation Safety Authority, Strålsäkerhetsmyndigheten)
- Tribunal de Aguas y Alcantarillado (Water Supply and Sewage Tribunal, Statens va-nämnd)
- Instituto Meteorológico e Hidrológico de Suecia (Swedish Meteorological and Hydrological Institute, Sveriges meteorologiska och hydrologiska institut)
- Agencia para el Tratamiento de Aguas y Mares (Agency for Marine and Water Management, Havs- och vattenmyndigheten)